# لندستار سیستم
لندستار سیستم (انگلیسی: Landstar System) شرکت ترابری و لجستیک آمریکایی است، که در سال ۱۹۶۸ تأسیس شد.